# Les Pantins cosmiques
Les Pantins cosmiques (titre original : The Cosmic Puppets) est un roman fantastique de Philip K. Dick.

## Publications
Publié pour la première fois aux États-Unis en 1957, le roman est une extension de la nouvelle A Glass of Darkness publié dans le magazine Satellite Science Fiction (en) en décembre 1956. 
Ce roman paru en français en 1984 est posthume à Philip K. Dick.

## Résumé
Ted Barton emmène sa femme à Millgate, la petite bourgade dans laquelle il a vécu jusqu'à l'âge de neuf ans. N'y étant pas revenu depuis son enfance, c'est avec impatience et en se remémorant les bons souvenirs qu'il arrive à Millgate. Il se rend alors compte que tout a changé : le nom des rues, les magasins et même les habitants. Ces gens n'ont aucun souvenirs de l'ancien Millgate. Il découvre dans les archives du journal qu'il serait mort à l'âge de neuf ans de la scarlatine.
Ted laisse sa femme dans un hôtel d'une autre ville et essaie de comprendre ce qu'il s'est passé. Une fois installé, des événements étranges se succèdent : des Errants passent, yeux fermés, à travers les murs (ce qui est tout à fait normal pour les habitants) ; un petit garçon, Peter Trilling, lui fait voir les deux dieux gigantesques qui dominent et observent la vallée. Il tente alors de fuir la ville mais se trouve stoppé par une barrière (un simple camion renversé au milieu de la route avec sa cargaison de bois sur la chaussée) qui empêche toute entrée et sortie de la ville. En revenant en ville il rencontre William Christopher, un pilier de bar qui, comme lui, se souvient de l'ancien Millgate. Il lui explique alors que le Grand Changement est survenu un matin. Aidé de William, Ted Barton entreprend de restaurer l'ancien Millgate face à des forces divines contraires, anciennes et puissantes…

## Éditions françaises
Les Pantins cosmiques a connu deux traductions différentes.
- Presses de la Cité, collection Futurama Superlights no 16, traduction de Jean-Luc Estebe, 1984  (ISBN 2-258-01345-3);
- Le Livre de poche, collection SF, no 7136, traduction de Philippe Lorrain et Baudouin Panloup, 1991  (ISBN 2-253-05722-3);
- dans La Porte obscure, Omnibus, traduction de Jean-Luc Estebe, 1994  (ISBN 2-258-03699-2); réédition en 2003;
- dans Romans 1953 - 1959, J'ai lu, collection Nouveaux Millénaires no 8, traduction de Jean-Luc Estebe révisée par Sébastien Guillot, 2012  (ISBN 978-2-290-03406-4);
- J'ai lu, collection Science-fiction no 10567, 2014  (ISBN 978-2-290-03353-1).